# Багрицкий, Эдуард Георгиевич
Эдуа́рд Гео́ргиевич Багри́цкий (настоящая фамилия — Дзю́бан; 22 октября (3 ноября) 1895, Одесса — 16 февраля 1934, Москва) — русский поэт «Серебряного века», переводчик и драматург, художник-график.

## Биография

Родился 22 октября (3 ноября) 1895 года в Одессе в еврейской семье, проживавшей в бельэтаже дворового флигеля дома № 40 на Ремесленной улице (угол Базарной, в этой квартире семья поэта жила до 1922 года). Его отец, одесский мещанин Годель Мошкович (Моисеевич) Дзюбан (1858 — 13 апреля 1919), служил приказчиком в магазине готового платья; мать, Ита Абрамовна (Осиповна) Дзюбан (урождённая Шапиро, 1871—1939), была домохозяйкой. Родители заключили брак в Одессе 15 сентября 1891 года. Отец впоследствии долгое время служил приказчиком в мануфактурной и галантерейной фирме В. Т. Пташникова.
В 1905—1910 годах учился в Одесском училище Святого Павла, в 1910—1912 годах — в Одесском реальном училище Жуковского на Херсонской улице (участвовал в качестве оформителя в издании рукописного журнала «Дни нашей жизни»), в 1913—1916 годах — в землемерном (геодезическом) отделе Политехнических курсов инженера М. П. Линденера на улице Полтавской Победы. В 1914 году работал редактором в одесском отделении Петроградского телеграфного агентства (ПТА). Служил в качестве делопроизводителя 25-го врачебно-писательного отряда Всероссийского союза помощи больным и раненым, в 1915 году участвовал в персидской экспедиции генерала Баратова.
Первые стихи и критический этюд «О Брюсове» были напечатаны в 1913 и 1914 годах в альманахе «Аккорды» (№ 1—2, под псевдонимами «Дези», «Desi», «Э. Д.», «Эдуард Д.» и «Эдуард Дзюбин»). В 1914 году опубликовал стихотворение под псевдонимом «Иван Горцев». С 1915 года под псевдонимами «Эдуард Багрицкий» и женской маской «Нина Воскресенская» начал публиковать в одесских литературных альманахах «Авто в облаках» (1915), «Серебряные трубы» (1915), в коллективном сборнике «Чудо в пустыне» (1917), в газете «Южная мысль» неоромантические стихи, отмеченные подражанием Н. Гумилёву, Р. Л. Стивенсону, В. Маяковскому. Вскоре стал одной из самых заметных фигур в группе молодых одесских литераторов, впоследствии ставших крупными советскими писателями (Юрий Олеша, Илья Ильф, Валентин Катаев, Лев Славин, Семён Кирсанов, Вера Инбер). Багрицкий любил декламировать собственные стихи перед молодёжной публикой:

Его руки с напряжёнными бицепсами были полусогнуты, как у борца, косой пробор растрепался, и волосы упали на низкий лоб, бодлеровские глаза мрачно смотрели из-под бровей, зловеще перекошенный рот при слове «смеясь» обнаруживал отсутствие переднего зуба. Он выглядел силачом, атлетом. Даже небольшой шрам на его мускулисто напряжённой щеке — след детского пореза осколком оконного стекла — воспринимался как зарубцевавшаяся рана от удара пиратской шпаги. Впоследствии я узнал, что с детства он страдает бронхиальной астмой и вся его как бы гладиаторская внешность — не что иное как не без труда давшаяся поза.— В. Катаев. «Алмазный мой венец».
В апреле 1919 года, во время Гражданской войны, добровольцем вступил в Красную Армию, служил в Особом партизанском отряде ВЦИКа, после его переформирования — в должности инструктора политотдела в Отдельной стрелковой бригаде, писал агитационные стихи. В июне 1919 года вернулся в Одессу, где вместе с Валентином Катаевым и Юрием Олешей работал в Бюро украинской печати (БУП). С мая 1920 года как поэт и художник работал в ЮгРОСТА (Южное бюро Украинского отделения Российского телеграфного агентства), вместе с Ю. Олешей, В. Нарбутом, С. Бондариным, В. Катаевым; был автором многих плакатов, листовок и подписей к ним (всего сохранилось около 420 графических работ поэта с 1911 по 1934 годы). Публиковался в одесских газетах и юмористических журналах под псевдонимами «Некто Вася», «Нина Воскресенская», «Рабкор Горцев».
В августе 1923 года по инициативе своего друга Я. М. Бельского приехал в город Николаев, работал секретарём редакции газеты «Красный Николаев» (совр. «Южная правда»), печатал в этой газете стихи. Выступал на поэтических вечерах, организованных редакцией. В октябре того же года вернулся в Одессу.
В 1925 году Багрицкий по инициативе Валентина Катаева переехал в Москву, где стал членом литературной группы «Перевал», через год примкнул к конструктивистам. Жил в Кунцеве, на Пионерской (б. Монастырской) улице — сейчас улица Багрицкого. В 1928 году у него вышел сборник стихов «Юго-запад». Второй сборник, «Победители», появился в 1932 году. В 1930 году поэт вступил в РАПП. С 1931 года жил в Москве в знаменитом «Доме писательского кооператива» (Камергерский переулок, 2).
С начала 1930 года у Багрицкого обострилась бронхиальная астма — болезнь, которой он страдал с детства. Он умер 16 февраля 1934 года в Москве. Похоронен на Новодевичьем кладбище.

### Семья
- Жена (с декабря 1920 года) — Лидия Густавовна Суок, была репрессирована в 1937 году (вернулась из заключения в 1956 году).
  - Сын — поэт Всеволод Багрицкий, погиб на фронте в 1942 году.

## Творчество
Романтические яркие стихи Багрицкого до сих пор звучат в песнях. Книги его переиздаются. Творчество поэта вызывает споры и в начале 21-го столетия.
В поэме Багрицкого «Дума про Опанаса» показано трагическое противоборство украинского деревенского парня Опанаса, который мечтает о тихой крестьянской жизни на своей вольной Украине, и комиссара-еврея Иосифа Когана, отстаивающего «высшую» истину мировой революции.
В июле 1949 года, во время идеологических кампаний (по «борьбе с космополитизмом»), в украинской «Літературной газете» поэма была раскритикована за «буржуазно-националистические тенденции». «Тенденции», по мнению авторов редакционной статьи, проявились в «искажении исторической правды» и ошибочных обобщениях в изображении роли украинского народа, показанного исключительно в образе Опанаса, дезертира и бандита, неспособного бороться за своё светлое будущее. Статья украинской «Літературной газеты», в первую очередь, была направлена против литературных критиков В. Азадова, С. Голованивского, Л. Первомайского, а не умершего к тому времени Э. Багрицкого. Вольный перевод статьи был опубликован в «Литературной газете» от 30 июля 1949 года.

Блистательный мастер, одаренный редкой чувственной впечатлительностью, Багрицкий принял революцию, его романтическая поэзия воспевала строительство нового мира. При этом Багрицкий мучительно пытался понять для себя жестокость революционной идеологии и приход тоталитаризма. В написанном в 1929 году стихотворении «ТВС» явившийся больному и отчаявшемуся автору умерший Феликс Дзержинский говорит ему про наступающий век: «Но если он скажет: „Солги“ — солги. Но если он скажет: „Убей“ — убей». М. Кузмин писал об этом стихотворении как о чём-то «смутном и подспудном», что свидетельствует о завуалированном смысле этого стихотворения как протеста против складывающегося к тому времени сталинского карательного режима. О своём поколении он совсем не «по-комсомольски» писал: «Мы ржавые листья на ржавых дубах». 

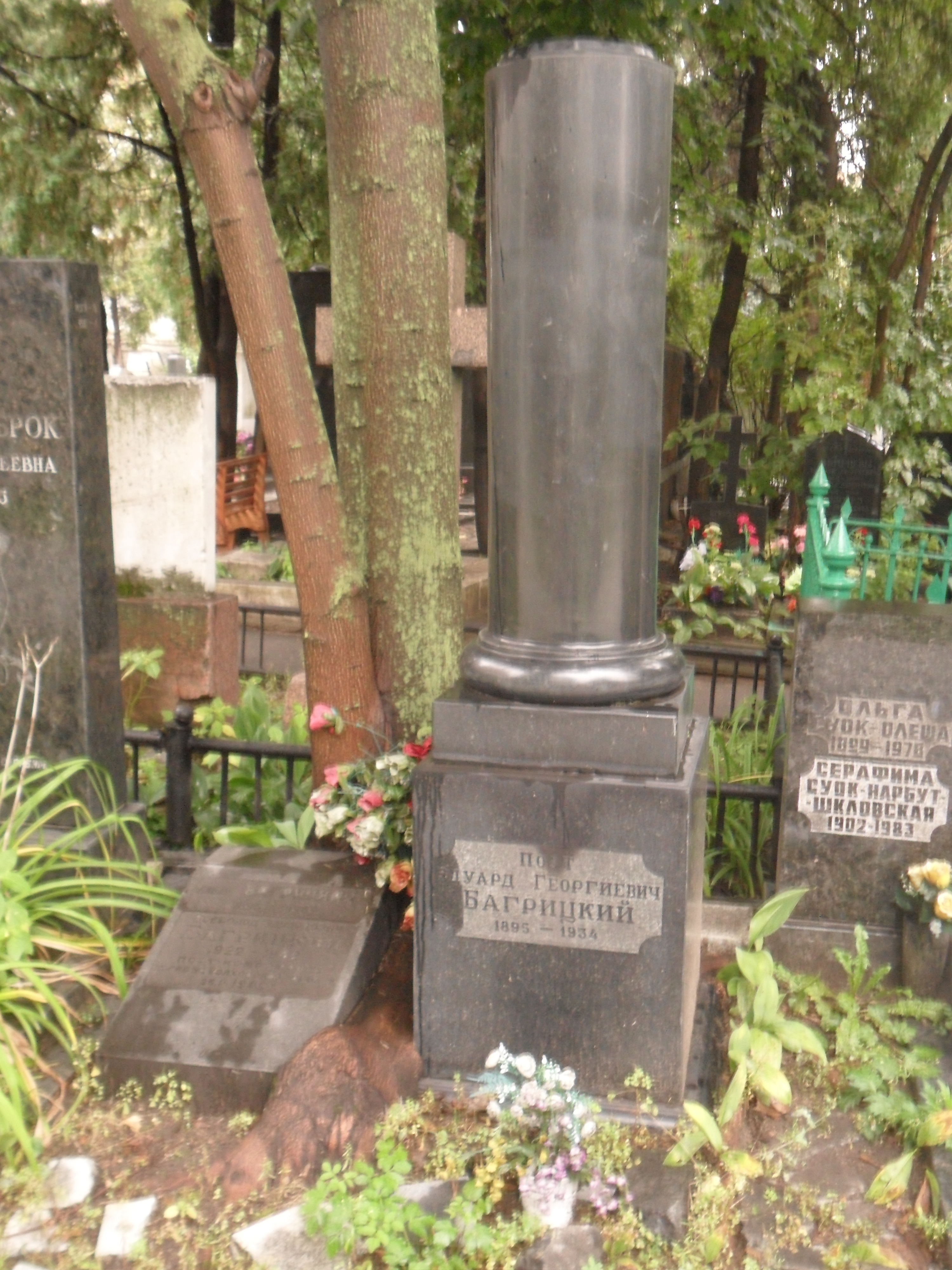
Могила Багрицкого на Новодевичьем кладбище.

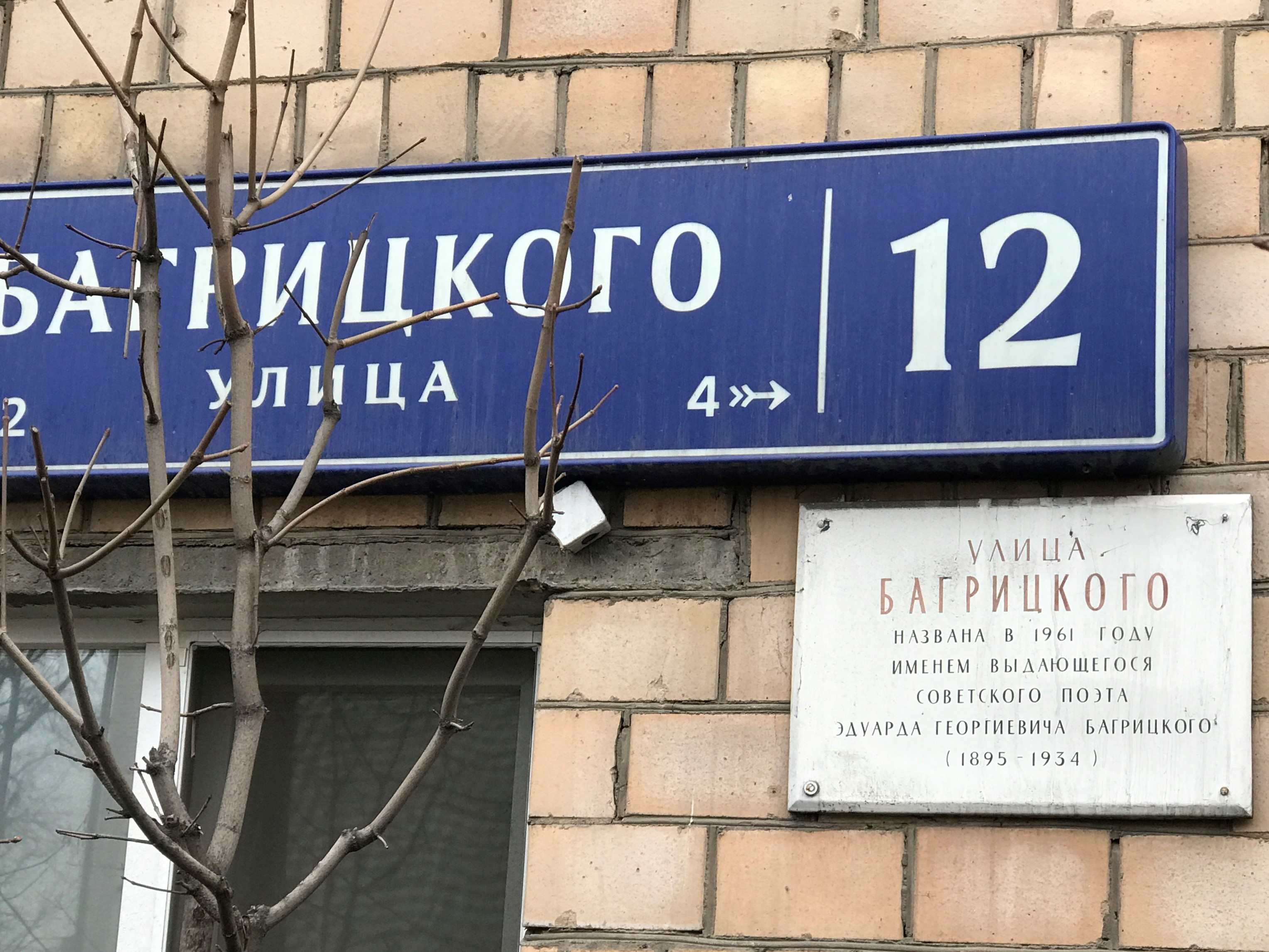
Мемориальная табличка на одном из домов, стоящих на улице, названной в честь Э. Багрицкого

Немало споров до сих пор вызывает опубликованная после смерти поэта поэма Багрицкого «Февраль». Это своего рода исповедь еврейского юноши, участника революции. Антисемитски настроенные публицисты не раз писали, что герой «Февраля», насилующий проститутку — свою гимназическую любовь, совершает, в её лице, насилие над всей Россией в качестве мести за позор «бездомных предков». Но обычно приводимый вариант поэмы составляет лишь примерно её треть. Это поэма о еврее-гимназисте, ставшем мужчиной во время Первой мировой войны и революции. При этом «рыжеволосая» красавица, оказавшаяся проституткой, выглядит подозрительно не по-русски, и банда, которую арестовывает герой «Февраля», по крайней мере, на две трети состоит из евреев: «Сёмка Рабинович, Петька Камбала и Моня Бриллиантщик».
Свободолюбие Багрицкого ярче всего выразилось в писавшемся на протяжении всей жизни цикле стихотворений, посвящённых Тилю Уленшпигелю, так называемом «фламандском цикле». Его друг, писатель Исаак Бабель, писал о нём как о «фламандце», да ещё «плотояднейшем из фламандцев», а также, что в светлом будущем все будут «состоять из одесситов, умных, верных и весёлых, похожих на Багрицкого».
Творчество Багрицкого оказало влияние на целую плеяду поэтов. «Мне ужасно нравился в молодости Багрицкий», — признавался Иосиф Бродский, включивший его в список самых близких поэтов. В честь Багрицкого названа одна из московских улиц.

### Наиболее известные произведения
- 1918, 1926 — «Птицелов»

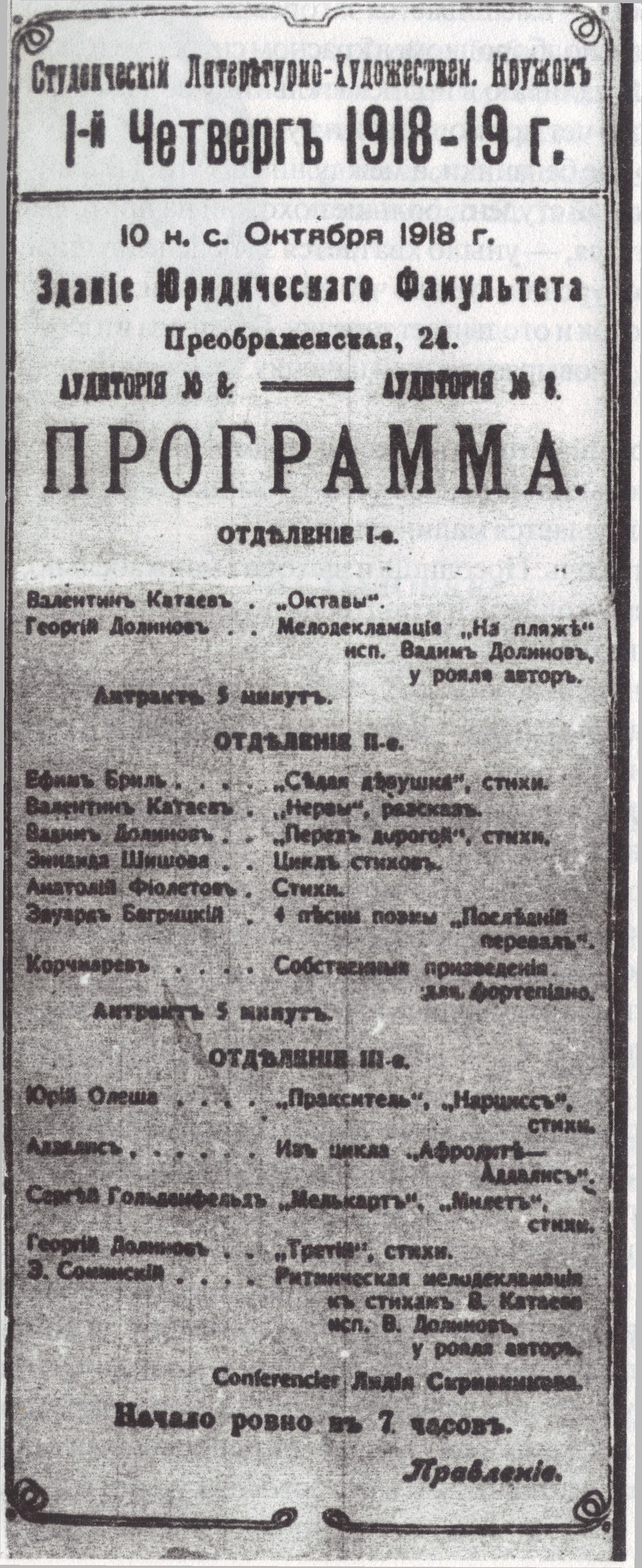
Выступление в Новороссийском университете 10.10.1918

- 1918, 1922, 1926 — «Тиль Уленшпигель»
- 1926 — «Дума про Опанаса»
- 1927 — «Контрабандисты». Положено на музыку Леонидом Утёсовым, Виктором Берковским и другими бардами.
- 1927 — «От чёрного хлеба и верной жены» (стихотворение)
- 1929 — «ТВС»
- 1932 — «Смерть пионерки»
- 1932 — «Последняя ночь»

### Издания
- Юго-запад — М.-Л.: ЗИФ, 1928. — 3 000 экз. (2-е изд. — 1930).
- Победители. — М.-Л.: ГИХЛ, 1932. — 6 000 экз.
- Последняя ночь. — М.: Федерация, 1932. — 5 000 экз.
- Избранные стихи. — М.: Федерация, 1932. — 5 000 экз.
- Дума про Опанаса: (Либретто оперы). — Худож. Ф. Константинов. — М.: Гослитиздат, 1935. — 30 000 экз.
- Дума про Опанаса. — Иллюстрации Ал. Тышлера. — М.: Гослитиздат, 1937. — 10 000 экз.
- Собр. соч. в 2 томах, т. 1 / Под ред. И. Уткина; вступ. ст. Ю. Севрука. — М., 1938. — 15 000 экз.
- Избранное. — М.: Сов. писатель, 1948.
- Стихотворения / Вступ. ст. и подгот. текста Вс. Азарова, грав. Е. Бургункера]. — М.-Л.: ГИХЛ, 1956.
- Стихотворения. — М.: Сов. писатель, 1956. — (Библиотека поэта. Малая серия).
- Стихотворения и поэмы / [Вступ. ст. И. Гринберга]. — М., 1958.
- Стихотворения и поэмы / [Вступ. ст. Е. П. Любаревой]. — М.-Л., 1964. — (Библиотека поэта. Большая серия).
- Стихотворения и поэмы / [Вступ. статья И. Волгина]. — М.: Правда, 1984. — 200 000 экз.
- Багрицкий Э. Г. Избранное. — М., 1987.
- Багрицкий Э. Г. Стихотворения и поэмы / Сост. Г. Морев; вступ. ст. М. Д. Шраера. — (Новая библиотека поэта: Малая серия). — СПб., 2000.

### Серия «Великие поэты»
- Бессонница: Стихотворения, поэмы. — М.: Комсомольская правда: НексМедиа, 2012. — 238 с.: ил. (Великие поэты; 44)

### Собрание сочинений
Собрание сочинений в 2 томах. — Под ред. И. Уткина; Вступ. статья Ю. Севрук. — М.; Л.: Гослитиздат, 1938.

## В кино
- Запись стихотворения А. Блока «Шаги Командора» в исполнении Эдуарда Багрицкого звучит в фильме Олега Тепцова «Господин оформитель».
- В фильме «Дикая собака динго» (1962) главная героиня читает «Смерть пионерки» на предновогоднем школьном представлении вместо заявленной басни «Стол и стул».
- В фильме «Взять живым» (1982) главный герой и его друзья задорно читают отрывки из стихотворения «Арбуз».
- В телесериале «Мурка» (2016) в роли Эдуарда Багрицкого снялся актёр Театра имени Вахтангова Александр Горбатов.
- В фильме «Когда я стану великаном» (1978) герои Л. Ахеджаковой и М. Ефремова читают отрывок из стихотворения «Весна».

## В воспоминаниях современников
Багрицкий встал, прижал руку к сердцу и тихо и проникновенно начал говорить, не спуская глаз со склеротического старика, — говорить с дрожью в голосе, со слезой, с трагическим надрывом:
«Друг мой, брат мой, усталый страдающий брат
Кто б ты ни был, не падай душой…»
Нищий осёкся. Он уставился на Багрицкого. Глаза его побелели. Потом он начал медленно отступать и при словах: «Верь, настанет пора и погибнет Ваал» — повернулся, опрокинул стул и побежал на согнутых ногах к выходу из чайной

## Память
В честь Э. Г. Багрицкого названа гора в Антарктиде (Земля Королевы Мод, 72° ю.ш., 14°37′ в.д., гора открыта и нанесена на карту в 1961 году, название присвоено в 1966 году).